# Westeuropaliga 2015/2016 (Springreiten)
Die Westeuropaliga des FEI-Weltcups Springreiten 2015/2016 (Longines FEI World Cup™ Jumping 2015–2016, Western European League) ist die 38. Saison der west- und mitteleuropäischen Liga des FEI-Weltcups der Springreiter. Der Weltcup gilt im Bereich der Westeuropaliga als wichtigste Turnierserie in der Hallensaison.

## Ablauf der Turnierserie
In der Saison 2015/2016 ist mit Göteborg ein klassisches Turnier der Westeuropaliga Ausrichter des Weltcupfinales. Da Göteborg damit nicht Teil der Westeuropaliga ist, endet die Serie bereits sehr früh in der Hallensaison mit der Etappe in Bordeaux am 7. Februar 2016. Im Übrigen gab es keine Änderungen zur letzten Saison.
Ununterbrochen seit der Saison 2013/2014 ist der Schweizer Uhrenhersteller Longines Namenssponsor der Turnierserie. Alle Turniere der Liga sind als CSI 5*, der höchsten Kategorie im Springreiten, ausgeschrieben. Sie werden mit dem Zusatz -W (also CSI 5*-W) gekennzeichnet, um sie als Weltcupturniere kenntlich zu machen. Es qualifizieren sich die besten 18 Reiter der Westeuropaliga sowie eventuell Zusatzteilnehmer („extra competitors“) für das Weltcupfinale 2016.
Jeweils am Sonntagnachmittag, vereinzelt auch am Samstagabend, finden die Weltcup-Wertungsprüfungen statt. Sie sind als Springprüfung mit einmaligem Stechen ausgeschrieben, die Hindernishöhe beträgt bis zu 1,60 Meter. Das Preisgeld dieser Prüfungen beträgt jeweils mindestens 100.000 €.

## Medien
Von der FEI werden alle Weltcupprüfungen der Westeuropaliga kostenpflichtig über ihr Internet-Portal FEI TV übertragen. Im Fernsehen werden die Weltcupprüfungen zumeist im Durchführungsland live übertragen, auch die anderen Prüfungen der Westeuropaliga werden in einzelnen Staaten Europas zeitversetzt live übertragen. Der pan-europäische Sportsender Eurosport zeigt die Prüfungen in einer 60-minütigen Zusammenfassung, die im Regelfall am Abend des Tages der Prüfung zu sehen ist.

## Die Prüfungen

### 1. Prüfung: Oslo
Erneut war die Oslo Horse Show in Oslo Auftakt der Westeuropaliga. Vom 15. bis 18. Oktober 2015 wurde das Turnier in der Telenor-Arena ausgetragen. Das Weltcupspringen fand am 18. Oktober ab 14 Uhr statt.
Im ersten Umlauf dieser ersten Wertungsprüfung kam es zu einer hohen Zahl an fehlerfreien Ritten, so dass 15 von 40 Startern in das Stechen einzogen. Von diesen 15 blieben im Stechen sieben Reiter nochmals ohne Fehler. Die ersten drei Plätze gingen komplett an französische Reiter, Pénélope Leprevost gewann mit ihrer 10-jährigen Stute Flora de Mariposa mit einem Vorsprung von nur 35 Hundertstelsekunden. Bester nicht-französischer Teilnehmer war Marcus Ehning, der den Ratina-Z-Sohn Comme Il Faut ritt.
|             | Reiter             | Pferd               | 1. Umlauf | 1. Umlauf   | Stechen  | Stechen | Wertungs- punkte |
| Strafpunkte | Reiter             | Pferd               | Zeit (s)  | Strafpunkte | Zeit (s) |         | Wertungs- punkte |
| ----------- | ------------------ | ------------------- | --------- | ----------- | -------- | ------- | ---------------- |
| 1           | Pénélope Leprevost | Flora de Mariposa   | 0         | -           | 0        | 43,01   | 20               |
| 2           | Simon Delestre     | Qlassic Bois Margot | 0         | -           | 0        | 43,36   | 17               |
| 3           | Patrice Delaveau   | Lacrimoso           | 0         | -           | 0        | 43,48   | 15               |

(Plätze eins bis drei von insgesamt 40 Teilnehmern)

### 2. Prüfung: Helsinki
Die Helsinki International Horse Show wurde zum zweiten Mal an ihrem neuen Veranstaltungsort, der Helsingin Jäähalli, durchgeführt. Das Turnier wurde vom 22. bis 25. Oktober 2015 durchgeführt. Als Abschlussprüfung des Turniers fand die Weltcupprüfung der Westeuropaliga am 25. Oktober ab 15:45 Uhr statt.
Wie bereits in Oslo, so gab es auch in Helsinki ein großes Starterfeld im Stechen, 13 Teilnehmer aus dem ersten Umlauf qualifizierten sich. 10 Reiter blieben mit ihren Pferden auch im Stechen ohne Fehler, der Sieg ging an Romain Duguet mit Quorida de Treho. Für den Reiter war dies der erste Sieg in einem Weltcupspringen in seiner Sportlerlaufbahn.
|             | Reiter          | Pferd            | 1. Umlauf | 1. Umlauf   | Stechen  | Stechen | Wertungs- punkte |
| Strafpunkte | Reiter          | Pferd            | Zeit (s)  | Strafpunkte | Zeit (s) |         | Wertungs- punkte |
| ----------- | --------------- | ---------------- | --------- | ----------- | -------- | ------- | ---------------- |
| 1           | Romain Duguet   | Quorida de Treho | 0         | -           | 0        | 36,85   | 20               |
| 2           | Jessica Mendoza | Spirit T         | 0         | -           | 0        | 36,96   | 17               |
| 3           | Daniel Deußer   | Cornet d'Amour   | 0         | -           | 0        | 37,13   | 15               |

(Plätze eins bis drei von insgesamt 40 Teilnehmern)

### 3. Prüfung: Lyon
Vom 28. Oktober bis 1. November 2015 fand in Lyon das Weltcupturnier Equitá Lyon statt. Austragungsort war das Messegelände Eurexpo. Die Wertungsprüfung der Westeuropaliga wurde am 1. November ab 15 Uhr durchgeführt.
Nach zwei sehr umfangreichen Stech-Starterfeldern bei den ersten beiden Etappen fiel das Stechen in Lyon übersichtlicher aus, sieben Reitern gelang mit ihren Pferden ein fehlerfreier Ritt im ersten Umlauf. Mit dabei waren auch mehrere erfolgreiche Starter aus den Etappen von Oslo und Helsinki: Simon Delestre kam Qlassic Bois Margot auf den fünften Platz, Romain Duguet erreichte mit seiner Stute Quorida de Treho den dritten Platz und auch der Sieg ging an ein schon erfolgreiches Paar: Pénélope Leprevost siegte mit ihrer For-Pleasure-Tochter Flora de Mariposa. Mit diesem zweiten Sieg (und damit 40 Wertungspunkten) hatte Leprevost ihre Qualifikation für das Weltcupfinale so gut wie sichergestellt.
|             | Reiter             | Pferd             | 1. Umlauf | 1. Umlauf   | Stechen  | Stechen | Wertungs- punkte |
| Strafpunkte | Reiter             | Pferd             | Zeit (s)  | Strafpunkte | Zeit (s) |         | Wertungs- punkte |
| ----------- | ------------------ | ----------------- | --------- | ----------- | -------- | ------- | ---------------- |
| 1           | Pénélope Leprevost | Flora de Mariposa | 0         | -           | 0        | 40,64   | 20               |
| 2           | Christian Ahlmann  | Taloubet Z        | 0         | -           | 0        | 41,27   | 17               |
| 3           | Romain Duguet      | Quorida de Treho  | 0         | -           | 0        | 42,27   | 15               |

(Plätze eins bis drei von insgesamt 40 Teilnehmern)

### 4. Prüfung: Verona
Auch das vierte Wochenende hintereinander fand eine Etappe der Westeuropaliga statt: Im Rahmen der Fieracavalli wurde die italienische Etappe der Westeuropaliga durchgeführt. Die Veronafiere in Verona war der Austragungsort dieses Turniers.
Im ersten Umlauf des mit 175.000 Euro dotierten Weltcupspringens blieb erneut mit 15 Starterpaaren eine große Zahl der Teilnehmer ohne Fehler. Im Stechen blieben fehlerfreie Ritte zunächst aus, der erste Ritt ohne Fehler gelang mit zurückhaltendem Tempo Max Kühner mit Chardonnay. Mit Rolf-Göran Bengtsson, der mit Unita ohne Strafpunkte und gut neun Sekunden schneller als Kühner in das Ziel kam, begann dann der Kampf um den Sieg. Nach einer kurzzeitigen Führungsübernahme durch Maikel van der Vleuten sicherte sich Ludger Beerbaum (der für Verona auf einen Teilnahme am zeitgleich stattfindenden Riders Tour-Finale verzichtet hatte) mit Chaman die Führung. Scott Brash griff die Zeit Beerbaums mit M'Lady an, er überquerte die Ziellinie mit exakt derselben Zeit wie Ludger Beerbaum. Der Sieg ging an den nächsten Starter, Simon Delestre, der nochmals über eine Sekunde schneller den Stechparcours bewältigte. Nach ihm kam noch Henrik von Eckermann in den Parcours, der Bereiter aus dem Stall von Ludger Beerbaum schob sich hinter Delestre auf den zweiten Rang.
|             | Reiter               | Pferd       | 1. Umlauf | 1. Umlauf   | Stechen  | Stechen | Wertungs- punkte |
| Strafpunkte | Reiter               | Pferd       | Zeit (s)  | Strafpunkte | Zeit (s) |         | Wertungs- punkte |
| ----------- | -------------------- | ----------- | --------- | ----------- | -------- | ------- | ---------------- |
| 1           | Simon Delestre       | Hermes Ryan | 0         | -           | 0        | 36,46   | 20               |
| 2           | Henrik von Eckermann | Cantinero   | 0         | -           | 0        | 36,72   | 17               |
| 3           | Ludger Beerbaum      | Chaman      | 0         | -           | 0        | 37,83   | 14               |
| 3           | Scott Brash          | M'Lady      | 0         | -           | 0        | 37,83   | 14               |

(Plätze eins bis drei von insgesamt 39 Teilnehmern)

### 5. Prüfung: Stuttgart
Im Rahmen der Stuttgart German Masters wurde die fünfte Wertungsprüfung der Westeuropaliga 2015/2016 ausgetragen. Das Turnier wurde vom 18. bis 22. November 2015 durchgeführt. Die Weltcupprüfung in Stuttgart war der Große Preis von Stuttgart, der am letzten Turniertag ab 15:25 Uhr stattfand.
Während sich von den ersten elf Startern im ersten Umlauf gleich drei für das Stechen qualifizierten, blieben im weiteren Umlauf die fehlerfreien Ritte weitgehend aus, nur zwei von 28 Reitern gelang ebenfalls der Einzug in das Stechen. Als erster Reiter ging Douglas Lindelöw in das Stechen, mit seinem Wallach Casello blieb er in 51,02 Sekunden ohne Fehler. Nachdem es Cameron Hanley und Patrick Stühlmeyer trotz fehlerfreier Ritte nicht gelang an diese Zeit heranzukommen, brachte sich Christian Ahlmann als vierter Stechteilnehmer in Führung. Patrice Delaveau griff mit Lacrimoso als letzter Starter nochmals an, holte sich jedoch deutlich vier Strafpunkte an der Mauer. Da somit der fünfte Rang für ihn feststand, gab er auf. Für Ahlmann war dieser Sieg bereits der zweite große Erfolg während des Turniers, zwei Tage zuvor hatte er bereits den „Stuttgart German Master“ gewonnen.
|             | Reiter             | Pferd     | 1. Umlauf | 1. Umlauf   | Stechen  | Stechen | Wertungs- punkte |
| Strafpunkte | Reiter             | Pferd     | Zeit (s)  | Strafpunkte | Zeit (s) |         | Wertungs- punkte |
| ----------- | ------------------ | --------- | --------- | ----------- | -------- | ------- | ---------------- |
| 1           | Christian Ahlmann  | Codex One | 0         | -           | 0        | 49,78   | 20               |
| 2           | Douglas Lindelöw   | Casello   | 0         | -           | 0        | 51,02   | 17               |
| 3           | Patrick Stühlmeyer | Lacan     | 0         | -           | 0        | 52,03   | 15               |

(Plätze eins bis drei von insgesamt 39 Teilnehmern)

### 6. Prüfung: Madrid
Zum zweiten Mal wurde die Madrid Horse Week, das Weltcupturnier von Madrid, vom 27. bis 29. November 2015 durchgeführt. Die Feria de Madrid bildete den Austragungsort dieser Veranstaltung.
Am 29. November ab 13 Uhr fand das Weltcupspringen statt. In dessen ersten Umlauf blieben nur fünf von 40 Starterpaaren ohne Fehler, kein Teilnehmer kassierte Zeitstrafpunkte. Als erster Reiter ging der Vorjahressieger, Carlos Enrique Lopez Lizarazo, im Stechen an den Start. Mit Prince de la Mare gelang ihm ein schneller fehlerfreier Ritt. Während drei weitere Stechteilnehmer jeweils mit vier Strafpunkten in das Ziel kamen, ging der Sieg an Christian Ahlmann. Dieser war mit Taloubet Z nochmals 39 Hundertstelsekunden schneller als López gewesen. Innerhalb eines Monats hatte Ahlmann mit den Toppergebnissen aus Lyon, Stuttgart und Madrid 57 Wertungspunkte gesammelt und stand damit bereits so gut wie sicher als Teilnehmer des Weltcupfinals fest.
|             | Reiter                        | Pferd             | 1. Umlauf | 1. Umlauf   | Stechen  | Stechen | Wertungs- punkte |
| Strafpunkte | Reiter                        | Pferd             | Zeit (s)  | Strafpunkte | Zeit (s) |         | Wertungs- punkte |
| ----------- | ----------------------------- | ----------------- | --------- | ----------- | -------- | ------- | ---------------- |
| 1           | Christian Ahlmann             | Taloubet Z        | 0         | -           | 0        | 40,98   | 20               |
| 2           | Carlos Enrique Lopez Lizarazo | Prince de la Mare | 0         | -           | 0        | 41,37   | 17               |
| 3           | Pieter Devos                  | Dream of India    | 0         | -           | 4        | 41,12   | 15               |

(Plätze eins bis drei von insgesamt 40 Teilnehmern)

### 7. Prüfung: London
Wie immer kurz vor den Weihnachtstagen, 2015 vom 15. bis 21. Dezember, war die Olympia Grand Hall in London der Standort des britischen Weltcupturniers, der Olympia London International Horse Show.
Am Nachmittag des 20. Dezembers wurde das Weltcupspringen von London durchgeführt. Ungewöhnlich verlief hier der erste Umlauf, fast die Hälfte aller Teilnehmer (17 von 36 Starterpaare) blieben hier ohne Fehler und zogen in das Stechen ein. Durch das große Stechteilnehmerfeld kam es zu einem engen Kampf um den Sieg: Acht Reiter kamen erneut ohne Fehler in das Ziel, die zwei- bis fünftplatzierten Teilnehmer kamen alle innerhalb einer Sekunde in das Ziel. Der Sieg ging an Emanuele Gaudiano, mit Admara der nochmals fast eine Sekunde schneller als der zweitplatzierte Ben Maher war.
|             | Reiter            | Pferd   | 1. Umlauf | 1. Umlauf   | Stechen  | Stechen | Wertungs- punkte |
| Strafpunkte | Reiter            | Pferd   | Zeit (s)  | Strafpunkte | Zeit (s) |         | Wertungs- punkte |
| ----------- | ----------------- | ------- | --------- | ----------- | -------- | ------- | ---------------- |
| 1           | Emanuele Gaudiano | Admara  | 0         | -           | 0        | 36,20   | 20               |
| 2           | Ben Maher         | Diva II | 0         | -           | 0        | 37,15   | 17               |
| 3           | Michael Whitaker  | Viking  | 0         | -           | 0        | 37,28   | 15               |

(Plätze eins bis drei von insgesamt 36 Teilnehmern)

### 8. Prüfung: Mechelen
Das Jumping Mechelen - Vlaanderens Kerstjumping, traditionell das letzte große Turnier des Reitsportjahres, fand auch im Jahr 2015 vom 26. bis 30. Dezember im belgischen Mechelen statt.
Am Nachmittag des Mittwochs (30. Dezember) wurde das Weltcupspringen ausgetragen. Im ersten Umlauf gelang es genau einem Viertel der 40 Starterpaare, sich mit einem fehlerfreien Ritt für das Stechen zu qualifizieren. Jos Verlooy und sein Wallach Sunshine waren im ersten Umlauf die ersten Starter gewesen und gingen somit auch im Stechen als erstes Paar an den Start. Ihnen glückte ein Ritt ohne Fehler in 42,09 Sekunden. Deutlich schneller und ohne Fehler war Niels Bruynseels mit Cas de Liberte. Die zwischenzeitliche belgische Dreifach-Führung machte Jerome Guery perfekt, der sich zwischen seine Landsmänner positionierte. Christian Ahlmann war mit Taloubet Z nochmals schneller und setzte sich in Führung. Während Laura Renwick als vorletzte Starterin mit einer fehlerfreien aber langsamen Runde nichts mit dem Sieg zu tun hatte, hatte nur noch der in Mechelen wohnhafte Daniel Deußer die Chance auf den Gewinn der Prüfung. Deußer erreichte fast die Zeit Ahlmanns, vier Strafpunkte warfen ihn jedoch auf den sechsten Platz zurück. Damit stand Christian Ahlmanns dritter Weltcupsieg binnen weniger Wochen fest.
|             | Reiter            | Pferd          | 1. Umlauf | 1. Umlauf   | Stechen  | Stechen | Wertungs- punkte |
| Strafpunkte | Reiter            | Pferd          | Zeit (s)  | Strafpunkte | Zeit (s) |         | Wertungs- punkte |
| ----------- | ----------------- | -------------- | --------- | ----------- | -------- | ------- | ---------------- |
| 1           | Christian Ahlmann | Taloubet Z     | 0         | -           | 0        | 39,22   | 20               |
| 2           | Niels Bruynseels  | Cas de Liberte | 0         | -           | 0        | 39,37   | 17               |
| 3           | Jerome Guery      | Papillon Z     | 0         | -           | 0        | 40,57   | 15               |

(Plätze eins bis drei von insgesamt 40 Teilnehmern)

### 9. Prüfung: Leipzig
Die erste Etappe der Westeuropaliga im Jahr 2016 wurde bei der Partner Pferd auf dem Leipziger Messegelände durchgeführt. Das Turnier wurde vom 14. bis 17. Januar 2016 ausgetragen.
Im ersten Umlauf blieben gleich 14 von 40 Reitern mit ihren Pferden ohne Fehler. Im Gegensatz zum Normalumlauf taten sich die Teilnehmer mit dem Stechen wesentlich schwerer. Lange Zeit blieb Niklas Krieg mit Carella als einziger Reiter ohne Fehler. Diese Situation nutzte Harrie Smolders aus, er benötigte für den Stechparcours mit Don Z über acht Sekunden mehr als Krieg und blieb als zweiter Reiter ohne Fehler. Damit sicherte er sich eine vordere Position in dieser Prüfung und die ihm noch fehlenden Wertungspunkte für die Qualifikation zum Weltcupfinale. Ebenso ohne Fehler blieb Denis Lynch, der jedoch auch drei Sekunden hinter der Zeit des Führenden blieb.
Olivier Philippaerts, vorletzter Starter im Stechen, war mit Legend of Love schneller als Niklas Krieg, die hintere Stange des letzten Hindernisses fiel jedoch und verhinderte damit einen Führungswechsel. Auch das letzte Starterpaar, Sergio Álvarez Moya und Carlo, kassierte vier Strafpunkte. Damit stand der 22-jährige Niklas Krieg in seinem ersten Weltcupspringen überhaupt als Sieger fest.
|             | Reiter          | Pferd    | 1. Umlauf | 1. Umlauf   | Stechen  | Stechen | Wertungs- punkte |
| Strafpunkte | Reiter          | Pferd    | Zeit (s)  | Strafpunkte | Zeit (s) |         | Wertungs- punkte |
| ----------- | --------------- | -------- | --------- | ----------- | -------- | ------- | ---------------- |
| 1           | Niklas Krieg    | Carella  | 0         | -           | 0        | 38,04   | 20               |
| 2           | Denis Lynch     | All Star | 0         | -           | 0        | 41,04   | 17               |
| 3           | Harrie Smolders | Don Z    | 0         | -           | 0        | 46,85   | 15               |

(Plätze eins bis drei von insgesamt 40 Teilnehmern)

### 10. Prüfung: Zürich
Vom 29. bis zum 31. Januar 2016 fand im Hallenstadion in Zürich das zehnte Weltcupturnier der Westeuropaliga-Saison statt.
Als Weltcupprüfung war der Classic am letzten Tag des Turniers ausgeschrieben. Aus dem ersten Umlauf dieser Prüfung qualifizierten sich neun Reiter für das Stechen. Die schnellsten Ritte im Stechen gelangen Michael Whitaker mit Viking, Niklas Krieg mit Carella (der aufgrund seines Sieges in Leipzig eine Starterlaubnis für Zürich bekam) und Martin Fuchs mit Clooney. Alle drei kassierten jedoch vier Strafpunkte, was ihnen die Plätze vier bis sechs einbrachten. Für Niklas Krieg brachten die hier gesammelten 12 Wertungspunkte zusätzlich zu seinen 20 Wertungspunkten aus Leipzig die Qualifikation für das Weltcupfinale.
Ohne Fehler blieben im Stechen drei Starterpaare. Mit der besten Zeit dieser drei Teilnehmer siegte Pius Schwizer mit dem 12-jährigen Future.
|             | Reiter                | Pferd    | 1. Umlauf | 1. Umlauf   | Stechen  | Stechen | Wertungs- punkte |
| Strafpunkte | Reiter                | Pferd    | Zeit (s)  | Strafpunkte | Zeit (s) |         | Wertungs- punkte |
| ----------- | --------------------- | -------- | --------- | ----------- | -------- | ------- | ---------------- |
| 1           | Pius Schwizer         | Future   | 0         | -           | 0        | 41,97   | 20               |
| 2           | Denis Lynch           | All Star | 0         | -           | 0        | 42,34   | 17               |
| 3           | Edwina Tops-Alexander | Caretina | 0         | -           | 0        | 45,31   | 15               |

(Plätze eins bis drei von insgesamt 39 Teilnehmern)

### 11. Prüfung: Bordeaux
Bereits Anfang Februar 2016 endete die Westeuropaliga-Saison: Im Rahmen des Jumping International de Bordeaux wurde die elfte Prüfung der Westeuropaliga ausgetragen. Dieses zweite Weltcupturnier Frankreichs fand vom 5. bis 7. Februar 2016 im Parc de Expositions de Bordeaux statt.
Die Weltcupprüfung fand wie in Bordeaux üblich am Samstagabend statt. Bei dieser letzten Chance, Weltcuppunkte zu sammeln, blieben im ersten Umlauf gleich 17 von 40 Reitern ohne Fehler.
Fehlerfrei im Stechen blieb Marcus Ehning mit dem Schimmelhengst Cornado NRW. Sie waren das erste Paar, dem dies in einer Zeit von unter 42 Sekunden gelang. Noch schneller waren Edwina Tops-Alexander mit Caretina (der die zweite Topplatzierung in Folge die Weltcupfinalqualifikation brachte) sowie die Franzosen Simon Delestre und Kevin Staut. Staut siegte mit dem 15-jährigen Wallach Reveur de Hurtebise, ihr Ritt war der einzige mit einer Zeit unter 40 Sekunden im Stechen.
Die noch für den Einzug in das Weltcupfinale fehlenden Wertungspunkte sammelte unter anderem auch Denis Lynch. Dieser war bis einschließlich der achten Prüfung der Westeuropaliga ohne Wertungspunkte geblieben, auf zwei zweite Plätze in Leipzig und Zürich folgte in Bordeaux ein fünfter Platz, alle drei Platzierungen errang er mit All Star.
|             | Reiter                | Pferd               | 1. Umlauf | 1. Umlauf   | Stechen  | Stechen | Wertungs- punkte |
| Strafpunkte | Reiter                | Pferd               | Zeit (s)  | Strafpunkte | Zeit (s) |         | Wertungs- punkte |
| ----------- | --------------------- | ------------------- | --------- | ----------- | -------- | ------- | ---------------- |
| 1           | Kevin Staut           | Reveur de Hurtebise | 0         | -           | 0        | 39,86   | 20               |
| 2           | Simon Delestre        | Qlassic Bois Margot | 0         | -           | 0        | 40,74   | 17               |
| 3           | Edwina Tops-Alexander | Caretina            | 0         | -           | 0        | 40,90   | 15               |

(Plätze eins bis drei von insgesamt 40 Teilnehmern)

## Gesamtwertung
Anhand der Gesamtwertung wurde nach Abschluss aller Wertungsprüfungen ermittelt, welche 18 Reiter aus den Staaten im Bereich der Westeuropaliga sich für das Finale qualifizieren. Zudem konnten sich weitere Reiter aus anderen Staaten über die Westeuropaliga für das Weltcupfinale qualifizieren, soweit sie im Bereich der Mittel-/ Westeuropaliga wohnhaft sind. Dies gelang zwei Reiterinnen. Jeder Reiter konnte in maximal sechs Prüfungen Wertungspunkte sammeln, anderweitig gesammelte Wertungspunkte wurden gestrichen.
Die Reiter konnten zudem auch in der Nordamerikanischen Weltcupliga Punkte sammeln (siehe „weitere“ in der nachfolgenden Tabelle). Wertungspunkte aus anderen Weltcupligen der Welt wurden hingegen nicht in die Westeuropaliga übernommen.
Das Reglement findet sich im Hauptartikel zum Springreiter-Weltcup.
|    | Reiter                 | Oslo | Helsinki | Lyon | Verona | Stuttgart | Madrid | London | Mechelen | Leipzig | Zürich | Bordeaux | weitere | Wertungs- punkte |
| -- | ---------------------- | ---- | -------- | ---- | ------ | --------- | ------ | ------ | -------- | ------- | ------ | -------- | ------- | ---------------- |
| 1  | Christian Ahlmann      | —    | —        | 17   | —      | 20        | 20     | —      | 20       | (0)     | 9      | 0        | —       | 86               |
| 2  | Simon Delestre         | 17   | —        | 12   | 20     | —         | 2      | (0)    | —        | 10      | (0)    | 17       | —       | 78               |
| 3  | Harrie Smolders        | 9    | —        | —    | —      | —         | (0)    | —      | 3        | 15      | (0)    | 4        | 30      | 58               |
| 4  | Pénélope Leprevost     | 20   | —        | 20   | (0)    | 4         | —      | —      | —        | 1       | 0      | 9        | —       | 54               |
| 5  | Kevin Staut            | 12   | (0)      | (0)  | —      | 7         | (0)    | (0)    | 6        | 9       | 0      | 20       | —       | 54               |
| 6  | Jos Verlooy            | —    | —        | —    | —      | —         | —      | 0      | 13       | —       | —      | 0        | 37      | 50               |
| 7  | Audrey Coulter         | 1    | —        | —    | —      | 2         | 6      | —      | —        | —       | 0      | —        | 37      | 46               |
| 8  | Denis Lynch            | —    | —        | —    | —      | 0         | 0      | —      | 0        | 17      | 17     | 12       | —       | 46               |
| 9  | Marcus Ehning          | 13   | 11       | —    | —      | (0)       | 0      | 8      | —        | 0       | —      | 13       | —       | 45               |
| 10 | Nicola Philippaerts    | —    | —        | —    | —      | —         | —      | 0      | 9        | —       | —      | —        | 33      | 42               |
| 11 | Marco Kutscher         | —    | —        | —    | 9      | 6         | 12     | 9      | —        | (0)     | 1      | 3        | —       | 40               |
| 12 | Henrik von Eckermann   | 0    | —        | 0    | 17     | 8         | 13     | (0)    | (0)      | 1       | (0)    | (0)      | —       | 39               |
| 13 | Laura Renwick          | —    | —        | —    | —      | —         | 11     | 5      | 12       | —       | 0      | 11       | —       | 39               |
| 14 | Max Kühner             | 2    | 3        | (0)  | 8      | 10        | (0)    | 10     | (0)      | (0)     | 4      | (0)      | —       | 37               |
| 15 | Daniel Deußer          | (0)  | 15       | (0)  | (0)    | (0)       | 10     | 0      | 11       | —       | 0      | 0        | —       | 36               |
| 16 | Romain Duguet          | —    | 20       | 15   | —      | —         | —      | —      | 0        | —       | 0      | —        | —       | 35               |
| 17 | Patrice Delaveau       | 15   | 0        | 0    | —      | 12        | —      | —      | —        | 0       | —      | 8        | —       | 35               |
| 18 | Edwina Tops-Alexander  | 0    | —        | 4    | 0      | —         | —      | —      | —        | —       | 15     | 15       | —       | 34               |
| 19 | Maikel van der Vleuten | 11   | —        | (0)  | 12     | —         | 0      | 0      | —        | 0       | —      | 10       | —       | 33               |
| 20 | Niklas Krieg           | —    | —        | —    | —      | —         | —      | —      | —        | 20      | 12     | —        | —       | 32               |

## Weltcupfinale
Bereits zum 14. Mal wird das Weltcupfinale der Springreiter in Göteborg durchgeführt. Das Finalturnier, bei dem zugleich das Weltcupfinale der Dressurreiter ausgetragen wird, wird bereits im März, vom 23. bis 28. März 2016, ausgetragen.